# 園芸

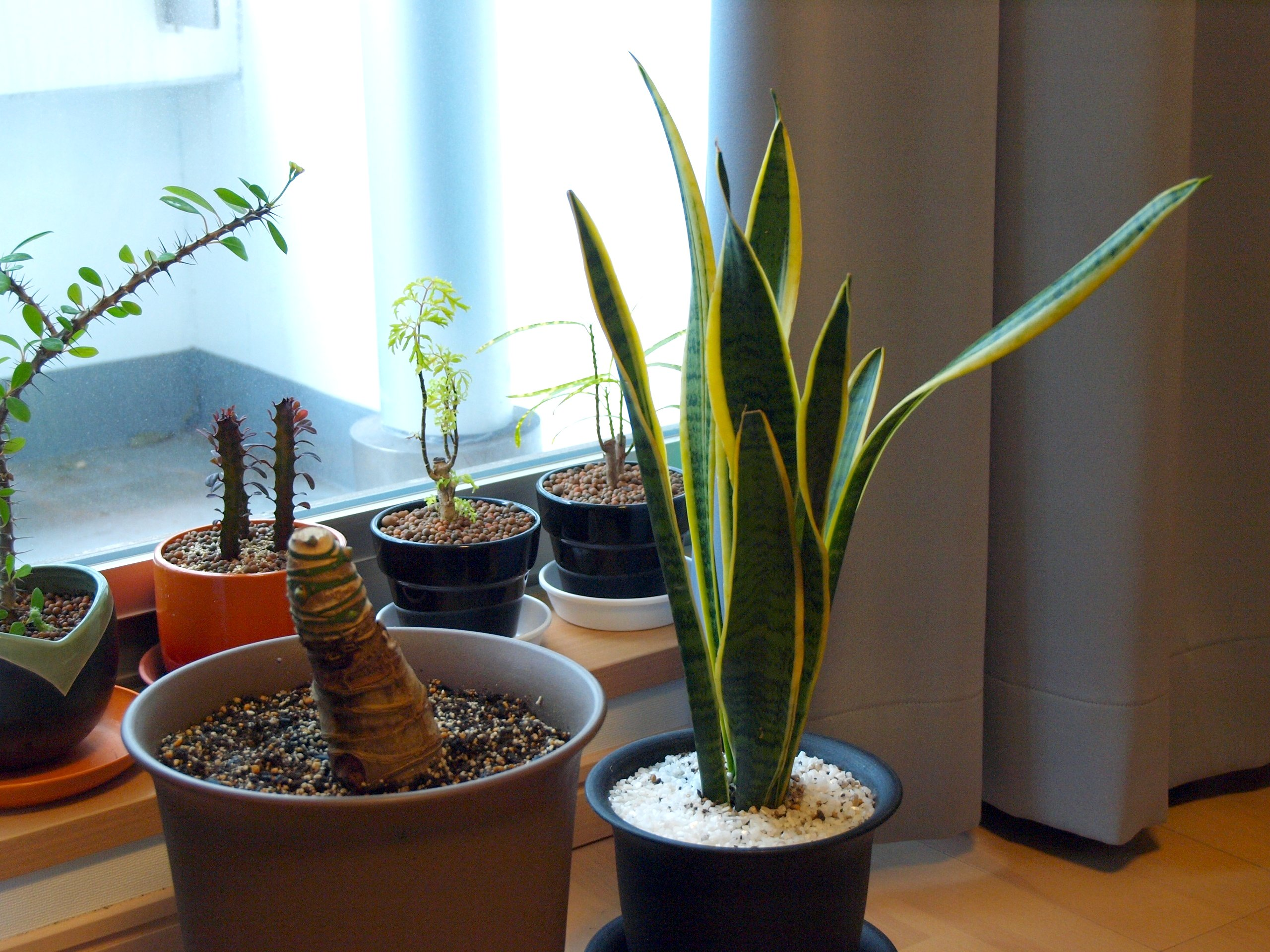
家庭でもできる観賞園芸

園芸（えんげい）とは、野菜（蔬菜）、果樹、庭木、花卉（かき）などの栽培またはそのための技術。英語のhorticultureの訳語にあたる。
産業としての側面から生産園芸、文化としての側面から鑑賞園芸に区別されることもある。

## 概説
「園芸」は旧字体では「園藝」と書き、「園」は圃場のこと、「藝」は「植える」ことを意味している。この語が英語のhorticultureの訳語として最初に用いられたのは、1867年に中国で出版された「英華字典II」とされている。
英語のhorticultureは、これと同意語の「hortus」（アングロサクソン語に由来）と、cultureと同意語の「colere」の2つのラテン語からなり、「囲われた土地で作物を栽培する」という意味である。ヨーロッパでは日常の食用作物は畑地で栽培されており、horticultureには特に人手をかけて貴重な作物を集約的に栽培する意味があった。
「園芸」の語は日本では明治時代以降に用いられるようになり、この語が定着する以前は園芸関連するものは「種芸」や「樹芸」と呼ばれていた。日本では1870年（明治3年）には民部省勧農局に「種芸課」、1874年（明治7年）以降は内務省勧業寮農務課に「樹芸掛」が設置された。ウィーン万国博覧会（澳国博覧会）の津田仙による報告（1897年）には、「農業及園芸審査官」として派遣され、「園芸栽培ノ事」を学んだとの記載がある。ただし、明治40年頃から大正時代頃まで「園芸」の意味には揺らぎがあり、庭を作る技術（造庭）をも指すことがあった。

## 関連する学問・用語
- 園芸学
- 花卉園芸
- 果樹園芸学
- 園芸用語
- 造園、ガーデンデザイン、観賞植物(観賞樹木)

### 使用する道具
- 園芸の道具（英語版）
  - 剪定ばさみ（英語版）、ロッパー（英語版）（太枝切り鋏） - 病害対策に使用前後に熱湯などで消毒をする場合もある。
  - 肥料散布機（英語版）、散粒機（英語版） - 肥料を撒く機械

### 関連する職業と大会
- 花のまちコンクール
- 庭師、ガーデンデザイナー

## 園芸作物
園芸によって栽培される作物を園芸作物といい、果樹、野菜、花きがある。
- 果樹 - 一般的に果実の構造から、仁果類、核果類、漿果類、準仁果類、堅果類などに分類される[1]。
- 野菜 - 一般的に食用部位から、果菜類、葉（茎）菜類、根菜類などに分類される[1]。
- 花き - 一年生、二年生、宿根性、球根、花木などに分類される[1]。切花用（花物、観葉）、鉢物用（花物、観葉）、球根・種苗用などに分類されることもある[1]。

園芸作物には以下のような特異性や類似性がある。
栽培期間
園芸作物の栽培期間には永年栽培型と年次栽培型のものがあり、永年栽培型のものは木本性のものと宿根性のものに分けられ、さらに木本性作目は喬木性（きょうぼくせい）、灌木性（かんぼくせい）、蔓性（つるせい）に分けられる。野菜や花きの多くは普通農作物と同じく年次栽培型である。木本性の果樹や庭木などは育成期間を必要とし、園芸経営では長期かつ資本投入の多いものほど生産の固定性が強い。
生産目的
園芸経営では、花きは開花までの段階で、果菜では多くが未熟果の段階で、果実ではほぼ成熟果として収穫され商品化されており相違がある。一方、葉茎菜や根茎菜類は種類・品種・栽培方法に多様性があり、成育期間や収穫期の選択に幅があるため短期作物化しやすい。
貯蔵性、加工性
果樹、野菜、花きは普通農作物に比べて一般的には貯蔵性や加工性に乏しい。ただし、果樹は永年性作物で、果実は野菜や花きに比べると貯蔵性がある。一方、野菜や花きは貯蔵性に乏しい一年生作物であることが多く、温室、冷室、ハウス栽培、トンネル栽培、露地栽培などで生産期間の季節的移動が行われており施設園芸という特殊な経営形態がみられる。

## 生産園芸
産業としての側面の園芸を生産園芸という。また、園芸作物の生産を主軸とする経営を園芸経営という。単一経営形態別農家の10アール当たりの農業固定資本額や農業経営費、農業労働時間、農業粗収益を比較すると、畜産経営ほど集約的ではないが、稲作経営などの普通農作物作経営よりは労働、資本ともに集約的であるとされる。

### 特徴
園芸作には以下のような特徴がある。
- 審美的要素を持つ保健的・嗜好品的生産物を生産する作目である[1]。
果実、野菜、花きには鮮度が要求され、花きにおいては審美的要素、野菜や果実では食味や栄養価が重要な商品的要素になっている[1]。
- 多様な種類、品種、系統を持ち、全般に普通農作物よりも栽培環境の影響を受けやすい[1]。
普通農作物に比べて生産期間や生産目的の異なる多品種・多系統のものを含み、自然環境や栽培条件の良否の影響を受けやすい[1]。
- 労働集約的、資本集約的である[1]。
- 好適自然条件や価格形成力など生産立地条件に規定されるところが大きい[1]。
- 技術水準による収益格差が大きい[1]。
- 自然環境や栽培環境の影響を受けやすく、一般に貯蔵性も乏しい季節性商品のため、価格の不安定性が比較的顕著である[1]。
- 種苗生産過程（種苗生産部門）が独立していることが多い[1]。

### 施設園芸
施設園芸とは、広義にはガラスやプラスチックフィルムなどの被覆物で圃場を覆い、通常の露地栽培では不可能な時期に園芸作物を栽培するものをいう。ただし、一般的にはガラス室やプラスチックハウス内で栽培するものをいう。統計などでは「人が通常の姿勢で施設内において作業できるもので、ビニールハウス、温室、ガラス室等をいいトンネル栽培などはこれに該当しない。」とされることもある。

## 鑑賞園芸

### 歴史
食用でなく鑑賞目的で花などを育てる行為の起源は古い。古代エジプト中王国時代のテーベにある遺跡からは、約4000年前の花壇らしき遺構が発見されている。
日本で園芸植物が栽培されるようになった時期は定かではないが、平安時代の「和名類聚鈔」にはボタン、「枕草子」にはセキチク（64段）とボタン（143段）が掲載されており、平安時代中期には中国原産の園芸植物が貴族階級で鑑賞されていた。
江戸時代になると園芸ブームが起こり、江戸界隈では椿、躑躅、菊、楓、枳殻の順にブームとなり、幕末期には朝顔と万年青が2大巨頭となった。

### 伝統的な園芸植物
- 古典園芸植物 - 日本および中国において古くから栽培されてきた園芸植物。唐代にはすでにさかんにボタンが育種され、宋代にはランがもてはやされた。日本では特に江戸時代、爆発的な発展を見せた。世界的に見ても高度な育種が行なわれ、ツツジやカエデ、サクラ、ハナショウブなど現在世界的に愛好されている植物も多く、またマツバランなど日本独自の美意識が高く反映されたものが多く、世界園芸史上においても貴重な存在である。
- フローリスツ・フラワー - 英国、ベルギーで16世紀から育種されてきた十数種の古典的園芸植物

### ガーデニングとの関係
西洋の「ガーデニング」と日本で使われてきた「園芸」や「庭仕事」の関係については同義性と相違性の識別が十分に吟味されてこなかったとされる。そこで「ガーデニング」と「園芸」を区別する要素を探る研究も出されており、従来の「園芸」や「庭仕事」が植物の栽培そのものを楽しむものだったのに対し、「ガーデニング」はデザインに留意して生活空間の向上に利用する意図も含まれる点に違いがあるなどの見解がみられる。
「ガーデニング」に関しては、日本では一方では「ホビー・スポーツ」といった趣味として位置づけながら、もう一方では住まいを快適にすることも意識されたため、園芸業者などの産業界からの園芸や庭づくりまでも含んできたために概念が曖昧に拡散してきたとの指摘もある。

## 園芸について理解を深められる作品
- 趣味の園芸 - 1967年からNHK教育テレビ（NHK Eテレ）で放送されている園芸に関する情報を紹介する趣味番組。
- 夢が咲く 有吉園芸 - 2023年からBS朝日で放送されている園芸を主テーマにした情報バラエティ番組。